# Desmiostoma additivum
Desmiostoma additivum är en stekelart som först beskrevs av Fischer 1965.  Desmiostoma additivum ingår i släktet Desmiostoma och familjen bracksteklar. Inga underarter finns listade i Catalogue of Life.